# Jean François Bijleveld (1837-1905)
Jean François Bijleveld (Nijmegen, 23 april 1837 – Arnhem, 1 maart 1905 ) was een Nederlandse politicus, advocaat en rijksarchivaris.

## Leven en werk
Bijleveld was een zoon van de Nijmeegse burgemeester François Pierre Bijleveld en Reiniera Charlotte Rau. Hij studeerde rechten aan Hogeschool van Leiden, waar hij in 1860 afstudeerde. In datzelfde jaar vestigde hij zich als advocaat in Arnhem. In 1872 werd hij gekozen in de gemeenteraad van Arnhem. Een jaar later werd hij gekozen tot wethouder met publieke werken in zijn portefeuille. In 1882 werd hij benoemd tot rijksarchivaris van Gelderland en beëindigde hij zijn wethouderschap. Hij bleef wel raadslid van Arnhem tot 1899 toen hij niet meer werd herkozen. Zijn politieke nederlaag had te maken met het feit dat Arnhem in kiesdistricten werd verdeeld en hij, door loting, het arbeidersdistrict Klarendal had toegewezen gekregen.
Zijn broer was Pieter Claude was evenals hun vader burgemeester van Nijmegen.